# Dottor Gambalunga
Chi novel Gamba-corta o Caliostro,

E professore di Negromanzia»
Dottor Gambalunga è una maschera romanesca della commedia dell'arte.

## Caratteristiche
Il personaggio appartiene alla schiera dei ciarlatani che, nelle vie e piazze pubbliche, tentano di vendere agli ingenui o ai coloni venuti in città per il mercato gli elisir dell'eterna giovinezza e pozioni d'amore e farmaci per i capelli o i denti. 
Viene rappresentato con una grande parrucca, un vestito di colore nero, occhiali grandissimi e un libro in mano. Le scene nascono dal nulla: il Dottore si aggira per le strade fino a quando non trova un volenteroso che si presti allo scherzo, dando vita alla scenetta in cui, in un latino maccheronico, Gambalunga cerca di risolvere i problemi del cliente. 

## Citazioni
Come ricorda Anton Giulio Bragaglia, la maschera del Dottor Gambalunga viene cantata dal librettista Jacopo Ferretti, amico intimo di Giuseppe Gioachino Belli nelle Bagattelle eroicomiche ed è certamente fonte d'inspirazione per il personaggio del Dottor Dulcamara che vende l'Elisir d'amore nell'omonima opera di Gaetano Donizetti del 1832. Sempre a Bragaglia si deve il ricordo del sonetto 
. Al carnevale del 1828, Belli travestito da imbroglione, recitò in pubblico una sua eccentrica filastrocca intitolata Il Ciarlatano (Cicalata per la mascherata eseguita da me G.G.B. nel carnevale dell'anno 1828), nella quale il venditore ambulante Gambalunga enumera i miracoli operati da un suo prodigioso farmaco che guarisce ogni tipo di malattia. 
 Allo sproloquio, che forse ispirò a Donizetti il celebre recitativo del dottor Dulcamara in Elisir d'amore, seguì una serie di strafalcioni che mischiavano scienza e lingua settecentesca e un elenco di ricette e rimedi per ogni specie di malanno fisico e spirituale (Ricette per mascherata da medico o ciarlatano). La fantasia del Belli esplode soprattutto nel finale della filastrocca, in un vortice di improvvisazioni create solo per divertire e dare spettacolo. 

Gambalunga è spesso oggetto di osservazione da parte dei viaggiatori; Alfred de Musset lo descrive così nel 1859 nel suo Voyage en Italie:

## Interpreti
- Giuseppe Gioacchino Belli (1828)
- Giuseppe Frezzolini (1832)
- Melchiorre Luise (1953)
- Giuseppe Taddei (1954)
- Fernando Corena (1955)
- Rolando Panerai (1986)
- Enzo Dara (1989)
- Bruno Praticò (1992)
- Simone Alaimo (1996)
- Ildebrando D'Arcangelo (2005)